# Michael Yano
Michael Yano (矢野 マイケル Yano Michael?), född 22 januari 1979 i Accra, är en japansk före detta fotbollsspelare.
Yano började sin karriär 1997 i Vissel Kobe. Efter Vissel Kobe spelade han för Mito HollyHock och Sagan Tosu. Han avslutade karriären 2001.